# Uroloba
Uroloba là một chi bướm đêm thuộc họ Pterophoridae.

## Các loài
- Uroloba calycospila (Meyrick, 1932)
- Uroloba fuscicostata Walsingham, 1891